# Liste von Seen in China
Dies ist eine Liste chinesischer Seen. Sie ist untergliedert in Süßwasser- und Salzwasserseen.
Es gibt in China 2693 natürliche Seen mit einer Fläche von mehr als 1 km2 (Stand 2011, inklusive Hongkong, Macao und Taiwan). Mit zusammen 81.415 km2 machen sie 0,9 % der chinesischen Landfläche aus. Zehn dieser Seen haben eine Größe von über 1000 km2. In den drei Jahrzehnten vor 2011 sind 243 Seen ausgetrocknet.

## Süßwasserseen
- Baiyangdian-See 白洋淀, Hebei
- Bosten-See (Bositeng Hu), Xinjiang
- Chao-See 巢湖, bei Chaohu und Hefei, Anhui
- Dagze Co 達孜湖, Tibet
- Dian-See, Ostteil des Yunnan-Guizhou-Plateaus
- Dianshan Hu 淀山湖, Shanghai
- Donggi Cona, Qinghai
- Dongqian Hu 东钱湖, Zhejiang
- Dongting-See 洞庭湖, Nord-Hunan, Ebene am Mittel- und Unterlauf des Jangtsekiang
- Eling Hu bzw. Co Ngoring (鄂陵湖,  Eling Hu), Kreis Madoi bzw. Maduo, Qinghai, Flussnetz des Huang-He-Quellgebiets
- Er Hai 洱海, im Westen der Provinz Yunnan
- Hongze-See 洪泽湖, West-Jiangsu, Huanghuai-Ebene
- Hulun-See (Dapen-See), Xinba'er zuoqi, Xinba'er youqi und Manzhouli, Innere Mongolei
- Jingpo Hu, Ning’an, Heilongjiang
- Karakol, Xinjiang
- Lugu-See 泸沽湖, Sichuan und Yunnan
- Luoma-See, Jiangsu
- Poyang-See 鄱阳湖, Nord-Jiangxi, Ebene am Mittel- und Unterlauf des Jangtsekiang
- Qiandao-See 千島湖, Zhejiang
- Taihu-See 太湖, Süd-Jiangsu, Ebene am Mittel- und Unterlauf des Jangtsekiang
- Tian Chi, Jilin und Nordkorea
- West-See, Hangzhou, Zhejiang
- Chankasee (Xingkai Hu), Heilongjiang und Russland
- Yangcheng-See 阳澄湖, Jiangsu
- Zhaling-See bzw. Co Gyaring (扎陵湖,  Zhaling Hu), Kreis Madoi bzw. Maduo, Qinghai, Flussnetz des Huang-He-Quellgebiets

## Salzwasserseen
- Aydingkol-See, Xinjiang, Turpan-Becken
- Chaka-Salzsee 茶卡盐湖
- Cha'erhan-Salzsee 察尔汗盐湖, siehe Qarhan-Salzsee
- Da-Qaidam-Salzsee
- Daihai, Liangcheng, Innere Mongolei (allmählich Süßwassersee)
- Dalangtan Salzsee
- Damxung (Tangyung Tso) Salzsee
- Dongtaijinai'er Hu (Salzsee) 东台吉乃尔湖
- Ebinur-See (Aibi-See) 艾比湖 Xinjiang
- Erjichuoer-Salzsee, Innere Mongolei
- Gomo-Co-Salzsee (Gomo Tso; Gomo Caka)
- Hala-See, Qinghai
- Hoh-Xil-Salzsee (Kekexili)
- Jartai Yanchi, Plateau der Inneren Mongolei
- Jilantai-Salzsee, s. Jartai Yanchi
- Kunteyi-Salzsee
- Lop Nur (Luobupo), Tarim-Becken, Xinjiang(ausgetrocknet)
- Lumajiangdong Cuo 鲁玛江冬错
- Mahai-Salzsee
- Manasi-(Manas)-Salzsee
- Nam Co 纳木错 (Namucuo), Tibet-Plateau
- Qarhan (Chaerhan) Salzsee 察尔汗盐湖, Qaidam-Becken
- Qinghai-See 青海湖, Qinghai (See Koko Nor)
- Serling Tsho (Selincuo) 色林错
- Ulungur-See (Wulungu Hu) 乌伦古湖
- Xie Chi, Yuncheng, Shanxi
- Xitaijinai'er Hu (Salzsee) 西台吉乃尔湖
- Yabrai Yanchi, Plateau der Inneren Mongolei
- Yamzhog Yumco 羊卓雍错
- Yiliping-Salzsee 一里坪盐湖 (Yiliping Yanhu)
- Yuncheng-Salzsee
- Zabuye-(Zhabuye)-Salzsee (Chabyêr Caka)
- Zhacang-Salzsee (Zhacang Caka)

## Unsortiert
- Chakayanchi-See, Qaidam-Becken, Qinghai
- Erling-See, Kreis Qumalai, Qinghai
- Riyuetan-See, Kreis Nantou, Taiwan
- Wudalianchi-See, Dedou am oberen Bai He
- Yangzhuoyongcuo-See (Baidi-See), Tibet